# Championnat de Pologne de football 1977-1978
Navigation
Édition précédente Édition suivante
La saison 1977-1978 du championnat de Pologne est la cinquantième saison de l'histoire de la compétition. Cette édition a été remportée par le Wisła Cracovie, devant le Sląsk Wrocław.
Surprise en fond du classement: Górnik Zabrze, multiple champion de Pologne et troisième du championnat précedent, termine dernier et subit donc la relégation aux deuxième niveau polonais.

## Les clubs participants
| Club               | Ville     |
| ------------------ | --------- |
| Arka Gdynia        | Gdynia    |
| Gornik Zabrze      | Zabrze    |
| Lech Poznań        | Poznań    |
| Legia Varsovie     | Varsovie  |
| LKS Łódź           | Lódź      |
| Odra Opole         | Opole     |
| Pogoń Szczecin     | Szczecin  |
| Polonia Bytom      | Bytom     |
| Ruch Chorzów       | Chorzów   |
| Sląsk Wrocław      | Wrocław   |
| Stal Mielec        | Mielec    |
| Szombierki Bytom   | Bytom     |
| Widzew Łódź        | Lódź      |
| Wisła Cracovie     | Cracovie  |
| Zagłębie Sosnowiec | Sosnowiec |
| Zawisza Bydgoszcz  | Bydgoszcz |

## Compétition

### Classement
| Rang | Équipe                 | Pts | J  | G  | N  | P  | Bp | Bc | Diff |
| ---- | ---------------------- | --- | -- | -- | -- | -- | -- | -- | ---- |
| 1    | Wisła Cracovie         | 39  | 30 | 13 | 13 | 4  | 35 | 23 | +12  |
| 2    | Śląsk Wrocław (T)      | 38  | 30 | 16 | 6  | 8  | 36 | 30 | +6   |
| 3    | Lech Poznań            | 37  | 30 | 12 | 13 | 5  | 29 | 25 | +4   |
| 4    | ŁKS Łódź               | 31  | 30 | 10 | 11 | 9  | 29 | 29 | 0    |
| 5    | Legia Varsovie         | 31  | 30 | 12 | 7  | 11 | 44 | 34 | +10  |
| 6    | Odra Opole             | 30  | 30 | 13 | 4  | 13 | 35 | 31 | +4   |
| 7    | Arka Gdynia            | 30  | 30 | 11 | 8  | 11 | 30 | 35 | -5   |
| 8    | Stal Mielec            | 29  | 30 | 11 | 7  | 12 | 31 | 29 | +2   |
| 9    | Zagłębie Sosnowiec (C) | 28  | 30 | 10 | 8  | 12 | 33 | 33 | 0    |
| 10   | Widzew Łódź            | 28  | 30 | 9  | 10 | 11 | 34 | 40 | -6   |
| 11   | Pogoń Szczecin         | 28  | 30 | 11 | 6  | 13 | 36 | 42 | -6   |
| 12   | Szombierki Bytom       | 27  | 30 | 8  | 11 | 11 | 25 | 35 | -10  |
| 13   | Polonia Bytom (P)      | 27  | 30 | 7  | 13 | 10 | 26 | 26 | 0    |
| 14   | Ruch Chorzów           | 27  | 30 | 9  | 9  | 12 | 33 | 36 | -3   |
| 15   | Zawisza Bydgoszcz (P)  | 27  | 30 | 11 | 5  | 14 | 29 | 32 | -3   |
| 16   | Górnik Zabrze          | 23  | 30 | 6  | 11 | 13 | 25 | 30 | -5   |

| Légende | Légende                                                                                      |
| ------- | -------------------------------------------------------------------------------------------- |
|         | Coupe des clubs champions européens 1978-1979 (1er tour)                                     |
|         | Coupe d'Europe des vainqueurs de coupe 1978-1979 (1er tour)                                  |
|         | Coupe UEFA 1978-1979 (1er tour)                                                              |
|         | Relégué en II Liga                                                                           |
|         | (T) : Tenant du titre 1976-1977 (C) : Vainqueur de la Coupe de Pologne 1977-1978 (P) : Promu |

## Bilan de la saison
| Tableau d'Honneur |                    |
| Compétition       | Vainqueur          |
| I Liga            | Wisła Cracovie     |
| Coupe de Pologne  | Zagłębie Sosnowiec |

| Promotions et relégations |                                 |
| Relégués en II Liga       | Zawisza Bydgoszcz Górnik Zabrze |
| Promus de II Liga         | GKS Katowice Gwardia Varsovie   |

| Qualifications européennes 1978-1979   |                           |
| Coupe des clubs champions européens    | Qualifié                  |
| 1er tour                               | Wisła Cracovie            |
| Coupe d'Europe des vainqueurs de coupe | Qualifié                  |
| 1er tour                               | Zagłębie Sosnowiec        |
| Coupe UEFA                             | Qualifiés                 |
| 1er tour                               | Śląsk Wrocław Lech Poznań |

## Meilleurs buteurs
| # | Joueur            | Équipe         | Buts |
| - | ----------------- | -------------- | ---- |
| 1 | Kazimierz Kmiecik | Wisła Cracovie | 15   |
| 2 | Andrzej Szarmach  | Stal Mielec    | 13   |
| 3 | Zbigniew Boniek   | Widzew Łódź    | 11   |